# Parc provincial de la Rivière-Rideau
Le parc provincial de la Rivière-Rideau (anglais : Rideau River Provincial Park) est un parc provincial de l'Ontario situé au sud d'Ottawa sur la rive gauche de la rivière Rideau.